# Savora
La Savora est une marque de condiment inventée en Angleterre en 1899, dont la texture est proche de la moutarde.

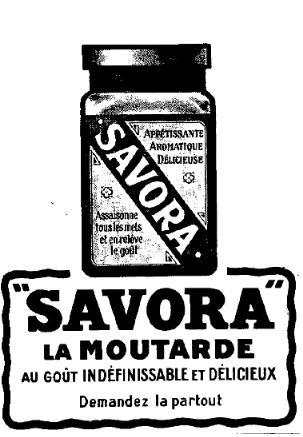
Publicité de 1921.

## Histoire
En 1899, la société Colman's lance un condiment à base de farine mêlée de plusieurs épices et de vinaigre, Savora. Le produit ne sera commercialisé en France qu'après la Première Guerre mondiale.
Son goût, mais non sa texture, est proche de celui de certains pickles ou chutney, préparations d'accompagnement servies sur les tables britanniques au XIXe siècle, héritage de l'Inde.
Sa particularité est d'être composée de onze épices et aromates : poivre, cannelle, piment de Cayenne, noix de muscade, curcuma, clou de girofle, céleri, ail, estragon, etc.
La marque devient française en 1964 (Générale alimentaire), produite par Amora, qui appartient désormais au groupe Unilever.